# 18814 Ivanovsky
18814 Ivanovsky è un asteroide della fascia principale. Scoperto nel 1999, presenta un'orbita caratterizzata da un semiasse maggiore pari a 2,2765356 UA e da un'eccentricità di 0,1100761, inclinata di 4,72302° rispetto all'eclittica.